# Dentatherina merceri
Dentatherina – gatunek małej, morskiej ryby z rodzinyDentatherinidae. Jedyny przedstawiciel rodzaju Dentatherina.

## Występowanie
Zasiedla płytkie, jasno oświetlone wody Oceanu Indyjskiego i zachodniego Pacyfiku od Filipin poprzez Indonezję aż do Australii przebywając w pobliżu wybrzerzy i raf koralowych.
Ciało smukłe, na grzbiecie widoczne dwie płetwy. Pierwsza ma 5-8, druga 12-14 promieni miękkich. Dorasta do 5 cm długości.